# .scot
El .scot és un domini de primer nivell genèric per a la cultura escocesa i les llengües d'Escòcia. Va ser aprovat per l'ICANN el 2013 i s'activarà el 2014 o 2015.

## Història
El .sco fou el primer domini de primer nivell genèric proposat per a la cultura escocesa. La campanya es va llançar públicament en una trobada entre parlamentaris escocesos sobre la llengua escocesa per Davie Hutchinson i Euan McCreath el 2005. La campanya va ésser substituïda per la campanya .scot l'any 2009.